# Левенуэрт (округ)
Ле́венуэрт (англ. Leavenworth County; стандартное обозначение LV) — округ в штате Канзас, США. Официально образован 25 августа 1855 года. По состоянию на 2010 год, численность населения составляла 76 227 человек.

## География
По данным Бюро переписи США, общая площадь округа равняется 1 214,711 км2, из которых 1 199,171 км2 суша и 15,799 км2 или 1,300 % это водоёмы.

## Население
По данным переписи населения 2000 года в округе проживает 68 691 жителей в составе 23 071 домашних хозяйств и 17 210 семей. Плотность населения составляет 57,00 человек на км2. На территории округа насчитывается 24 401 жилых строений, при плотности застройки около 20,00-ти строений на км2. Расовый состав населения: белые — 84,20 %, афроамериканцы — 10,40 %, коренные американцы (индейцы) — 0,70 %, азиаты — 1,10 %, гавайцы — 0,10 %, представители других рас — 1,20 %, представители двух или более рас — 2,20 %. Испаноязычные составляли 3,80 % населения независимо от расы.
В составе 38,90 % из общего числа домашних хозяйств проживают дети в возрасте до 18 лет, 61,40 % домашних хозяйств представляют собой супружеские пары проживающие вместе, 9,50 % домашних хозяйств представляют собой одиноких женщин без супруга, 25,40 % домашних хозяйств не имеют отношения к семьям, 21,70 % домашних хозяйств состоят из одного человека, 8,10 % домашних хозяйств состоят из престарелых (65 лет и старше), проживающих в одиночестве. Средний размер домашнего хозяйства составляет 2,69 человека, и средний размер семьи 3,15 человека.
Возрастной состав округа: 26,70 % моложе 18 лет, 8,20 % от 18 до 24, 33,00 % от 25 до 44, 22,20 % от 45 до 64 и 22,20 % от 65 и старше. Средний возраст жителя округа 36 лет. На каждые 100 женщин приходится 113,50 мужчин. На каждые 100 женщин старше 18 лет приходится 116,90 мужчин.
Средний доход на домохозяйство в округе составлял 48 114 USD, на семью — 55 805 USD. Среднестатистический заработок мужчины был 40 047 USD против 26 029 USD для женщины. Доход на душу населения составлял 20 292 USD. Около 4,80 % семей и 6,70 % общего населения находились ниже черты бедности, в том числе — 8,80 % молодёжи (тех, кому ещё не исполнилось 18 лет) и 7,50 % тех, кому было уже больше 65 лет.